# Lithobates heckscheri
Lithobates heckscheri är en groddjursart som först beskrevs av Wright 1924.  Lithobates heckscheri ingår i släktet Lithobates och familjen egentliga grodor. IUCN kategoriserar arten globalt som livskraftig. Inga underarter finns listade i Catalogue of Life.